# Ray (певица)
Рэйка Накаяма (яп. 中山 怜香 Накаяма Рэйка, род. 14 октября 1990, Хоккайдо), более известная под сценическим псевдонимом Ray — японская певица.

## Биография
Первоначально Ray работала гравюр-айдолом, участвовала в прослушивании под названием a-motion2007, спонсируемом компаниями Avex и Usen. В 2008 году она выпустила два DVD: Peach Collection и Pure Smile. В 2010 году Ray приняла участие во всеяпонском музыкальном конкурсе Animax Anison Grand Prix. Кроме того, она создавала кавер-версии песен под псевдонимом Клионе Рэйка (яп. クリオネちゃ Курионэ Рэйка, Clione Reika).
В 2012 году Ray начала певческую карьеру, исполнив песню «sign», являющуюся начальной темой аниме-сериала Ano Natsu de Matteru и занявшую 11-е место в еженедельном чарте Oricon. Её второй сингл «Rakuen PROJECT» (яп. 楽園PROJECT Ракуэн Пуродзекуто, «Райский проект»), вышедший 24 октября того же года, стал опенингом аниме To Love-Ru Darkness. Следующий сингл певицы «Recall» был выпущен 6 февраля 2013 года и использовался как закрывающая композиция аниме Amnesia. 5 июня вышел её первый альбом под названием RAYVE, достигший 25-го места в еженедельном чарте Oricon. Четвёртый сингл «lull ~Soshite Bokura wa~» (яп. lull〜そして僕らは〜 рару ~Соситэ Бокура ва~), изданный 30 октября того же года, использовался в аниме Nagi no Asukara как первая открывающая композиция. В этом же сериале вторым опенингом послужила её песня «ebb and flow», которая вышла 5 февраля 2014 года. 4 июня был выпущен второй альбом, Milky Ray. 29 июля 2015 года Ray выпустила сингл «secret arms», ставший открывающей композицией аниме To Love-Ru Darkness 2nd. 26 августа был издан сингл «Hajimete Girls!» (яп. 初めてガールズ! Хадзимэтэ Га:рудзу!), который использовался как начальная тема аниме Wakaba Girl. Её следующий сингл «a-gain» вышел 17 февраля 2016 года и стал эндингом аниме Ao no Kanata no Four Rhythm. 8 июня был издан третий альбом певицы под названием Little Trip. Девятый сингл «♡km/h», выпущенный 2 ноября, использовался в качестве открывающей композиции аниме Long Riders!.
25 января 2017 года Ray объявила в своём блоге о завершении карьеры, которое произошло летом после последних концертных выступлений. Своё решение она объяснила желанием заниматься другой деятельностью. 7 июня певица выпустила сборник Happy days, занявший 13-е место в еженедельном чарте Oricon.

## Дискография

### Синглы
| Дата выхода     | Сингл                                             | Высшая позиция в чарте Oricon |
| --------------- | ------------------------------------------------- | ----------------------------- |
| 8 февраля 2012  | «sign»                                            | 11                            |
| 24 октября 2012 | «Rakuen PROJECT» (楽園PROJECT)                    | 22                            |
| 6 февраля 2013  | «Recall»                                          | 30                            |
| 30 октября 2013 | «lull ~Soshite Bokura wa~» (lull〜そして僕らは〜) | 21                            |
| 5 февраля 2014  | «ebb and flow»                                    | 24                            |
| 29 июля 2015    | «secret arms»                                     | 34                            |
| 26 августа 2015 | «Hajimete Girls!» (初めてガールズ!)               | 35                            |
| 17 февраля 2016 | «a-gain»                                          | 23                            |
| 2 ноября 2016   | «♡km/h»                                           | 44                            |

### Альбомы
| Дата выхода | Альбом      | Высшая позиция в чарте Oricon |
| ----------- | ----------- | ----------------------------- |
| 5 июня 2013 | RAYVE       | 25                            |
| 4 июня 2014 | Milky Ray   | 28                            |
| 6 июня 2016 | Little Trip | 14                            |

### Сборник
| Дата выхода | Сборник    | Высшая позиция в чарте Oricon |
| ----------- | ---------- | ----------------------------- |
| 7 июня 2017 | Happy days | 13                            |